# Steve Bandoma
Steve Bandoma (* 27. September 1981 in Kinshasa) ist ein Künstler aus der Demokratischen Republik Kongo, der heute in Kapstadt in Südafrika lebt und arbeitet. Bandoma beschäftigt sich in seinen Arbeiten vorrangig mit Fragen der postkolonialen Politik Afrikas.

## Biografie
Bandoma studierte ab 2000 Bildende Kunst und Malerei an der Academie des Beaux-Arts in Kinshasa, wo er 2004 mit einem Bachelor of Fine Arts abschloss. 2005 zog Bandoma nach Kapstadt in Südafrika, wo er im darauf folgenden Jahr am Kunstinstitut City Varsity School of Media & Creative Arts in "Multimedia graduierte. Seitdem hat Bandoma an zahlreichen nationalen und internationalen Ausstellungen teilgenommen und verschiedene Auszeichnungen gewonnen. 2010 co-kuratierte er das AMANI Art Festival in Kapstadt und seit 2011 ist er eines der Gründer und Direktor des Quoi de Neuf!, einem Zentrum für zeitgenössische Kunst in Kinshasa.

## Werk und Arbeitsweise
Steve Bandoma verwendet in seinen Arbeiten gefundene Objekte, bestimmte Bilder aus Modemagazinen und verarbeitet auch manchmal auch deren Reste, um allem neues Leben einzuhauchen. Auf diese Weise setzt er den diesen Objekten, Bildern und Materialien innewohnenden Überfluss um in die Kreation von Kunstwerken, deren Daseinsberechtigung dadurch gleichzeitig in Frage gestellt wird. Das Ergebnis ist eine visuell dynamische Reinkarnation einer manchmal bedeutungslosen zeitgenössischen Welt von Bildern und Objekten exzessiven Verlangens und Wohlstandes.
Über seine Arbeitsweise sagt er:
"Meine Arbeit befasst sich mit Fragen der Menschlichkeit, Gewalt, Globaler Erwärmung, Politik, Religion, Mode und Rasse auf eine provokative und humorvolle Art und Weise. Mit Installationen, Performances, Fotografie und Ausschnitten aus Hochglanz-Magazinen hinterfrage ich Globalisierung und Wesentlichkeit mit einer präzisen Ästhetik."

## Ausstellungen

### Einzelausstellungen (Auswahl)
- 2009 Féminisme, Cité Internationale des Arts de Paris, Paris, Frankreich
- 2009 AVA Gallery, Kapstadt, Südafrika
- 2008 “Contempocalypse” Alliance Française of Cape Town, Kapstadt, Südafrika

### Gruppenausstellungen (Auswahl)
- 2010 The Menippean Uprising, an exhibition of fantastical, imaginary work, Blank Project, Kapstadt, Südafrika
- 2010 Focus10, Contemporary African Arts Exhibition as fringe to Art Basel, Basel, Schweiz.
- 2010 Space, Currencies in Contemporary African Art, Museum Africa, Johannesburg, Südafrika
- 2008 The Best of Artreach, at AVA Gallery, Kapstadt, Südafrika
- 2008 Intervention, Unisa Arts Gallery, Pretoria, Südafrika
- 2008 Abazobie, Nelson Mandela Museum, Kapstadt, Südafrika
- 2007 Human Trafficking, IZIKO Slave Lodge National Museum, Kapstadt, Südafrika
- 2007 Cape Biennale, Blank project, Kapstadt, Südafrika
- 2006 Iziko South African Museum, Kapstadt, Südafrika
- 2002 Academie des beaux – arts de kinshasa, Kinshasa, Demokratische Republik Kongo
- 2002 Cultural center Boboto, Kinshasa, Demokratische Republik Kongo
- 2000 Academie des beaux – arts de Kinshasa, Kinshasa, Demokratische Republik Kongo

## Auszeichnungen
- 2009 Visas pour la Création 2009, Afrique et Caraïbes en créations “Culturesfrance”, Paris, Frankreich
- 2009 Prohelvetia, Swiss Arts Council, Zürich, Schweiz
- 2009 The Art Buzz Book 2009 Collection, Honourable Mention Awards, USA
- 2008 Greatmore Studio, Kapstadt, Südafrika
- 2008 The Best of Artreach, AVA Gallery, Kapstadt, Südafrika
- 2008 Design Indaba Expo, The most Creative Stand Awards, Kapstadt, Südafrika
- 2007 Award winner of the Table Mountain Competition, Kapstadt, Südafrika